# ArbeiterKind.de
ArbeiterKind.de gemeinnützige GmbH zur Förderung des Hochschulstudiums von Nicht-Akademikerkindern ist eine Initiative im deutschsprachigen Raum, die es sich zum Ziel gesetzt hat, den Anteil der Nicht-Akademikerkinder an den Hochschulen zu erhöhen und diese auf dem Weg zu ihrem erfolgreichen Studienabschluss zu unterstützen. Initiatoren sind Katja Urbatsch, ihr Bruder Marc Urbatsch sowie Wolf Dermann. Unternehmenssitz ist Berlin.

## Geschichte
Laut Sozialerhebungen des Deutschen Studentenwerks (DSW), des Hochschul-Informations-Systems (HIS) und des Statistischen Bundesamts nehmen in Deutschland von 100 Akademikerkindern 83 ein Hochschulstudium auf. Von 100 Kindern nichtakademischer Herkunft studieren dagegen nur 23, obwohl doppelt so viele die Hochschulreife erreichen. Die finanzielle Belastung ist einer der Gründe, die diese Abiturienten von einem Studium abhalten. Die eigentliche Bildungsbenachteiligung besteht nach Ansicht der Initiative vor allem in einem großen Informationsdefizit und in kulturellen Vorbehalten im Familienumfeld.
Die Initiative will dieses Informationsdefizit beheben und Schüler aus nichtakademischen Herkunftsfamilien zur Aufnahme eines Hochschulstudiums ermutigen. Diesem Zweck dient zum einen ein Informationsangebot im Internet, das unter anderem Tipps zur Finanzierung des Studiums bereithält. Zum anderen baut ArbeiterKind.de ein deutschlandweites Netzwerk mit Mentoren auf, die hilfesuchenden Schülern und Studierenden zur Seite stehen wollen.
Es gibt 6000 ehrenamtliche Mentoren; auch gibt es regelmäßige Stammtische an vielen der mittlerweile 80 Ortsgruppen, u. a. in Berlin, Bremen, Frankfurt am Main, Gießen, Hamburg, Heidelberg, München und Münster. Das Sozialunternehmen ist Mitglied im Social Entrepreneurship Netzwerk Deutschland.

## Auszeichnungen
Im September 2008 wurde das Unternehmen mit dem Engagementpreis des Vereins der ehemaligen FES-Stipendiaten ausgezeichnet sowie in die Bundesauswahl der besten 25 Projekte im Rahmen des Wettbewerbs startsocial aufgenommen. 2009 zählte die Initiative zu den ausgewählten Orten im Rahmen des Wettbewerbs „Deutschland – Land der Ideen“ unter der Schirmherrschaft des damaligen Bundespräsidenten Horst Köhler, im Wintersemester 2009/10 zu den Preisträgern des 4. Bundeswettbewerbs Studierende für Studierende: Studentenwerkspreis für besonderes soziales Engagement des Deutschen Studentenwerks. Mensa in Deutschland e. V., der Verein von und für Hochbegabte, sprach Arbeiterkind.de den IQ-Preis 2015 in der Kategorie Hochbegabung in der Öffentlichkeit zu.
Am 2. Oktober 2018 erhielt die Gründerin und Geschäftsführerin von ArbeiterKind.de, Katja Urbatsch, von Bundespräsident Frank-Walter Steinmeier im Schloss Bellevue das Bundesverdienstkreuz am Bande. Damit würdigte er ihr langjähriges gesellschaftliches Engagement und ihren herausragenden Einsatz für mehr Bildungsgerechtigkeit und kulturelle Teilhabe in Deutschland.

## Mentorenprogramm
Die Mentoren organisieren auf lokaler Ebene Unterstützung für Arbeiterkinder bzw. für diejenigen, die keine Akademiker in der Verwandtschaft haben und so zur ersten Generation von Studierenden gehören.